# Bö
Bö is een plaats in de gemeente Orust in het landschap Bohuslän en de provincie Västra Götalands län in Zweden. De plaats heeft 55 inwoners (2005) en een oppervlakte van 12 hectare.